# جنی معکوس
جنی معکوس (انگلیسی: Inverted Jenny) همچنین شناخته شده با نام‌های دیگر از جمله جنی وارونه یا جنی برعکس، یک تمبر پستی از کشور ایالات متحده است که نخستین بار در تاریخ ۱۰ مه ۱۹۱۸ چاپ شد تصویر منقش در این تمبر یک هواپیمای مدل کرتیس جی. ان ۴ است که در مرکز طرح به نظر می‌رسد وارونه است و این تنها یک اشتباه چاپی بود. در حقیقت، خطای چاپ معکوس بود که باعث شد این تمبر تبدیل به گرانقیمت‌ترین تمبر دنیا گردد. نخستین خریدار، این تمبر را به صورت یک برگهٔ ۱۰۰ عددی از باجهٔ تمبرفروشی یکی از دفاتر پستی واشنگتن به قیمت اصلی آن یعنی از قرار هر عدد ۲۴ سنت خرید.
از این تمبر تنها یک ورق ۱۰۰ عددی پیدا شده و خطای چاپی آن به عنوان یکی از مهمترین خطاهای ارزشمند یاد شده است. در سال ۱۹۸۰ یک بلوک آن به مبلغ ۵۰۰ هزار دلار فروخته شد. در جدیدترین حراجی، یک تمبر تکی از جنی معکوس در یک حراج توسط رابرت سیگل در نوامبر ۲۰۰۷ به مبلغ ۹۷۷۵۰۰ دلار آمریکا فروخته شد. در حراجی اکتبر ۲۰۰۵ ایالات متحده یک بلوک چهار عددی از جنی وارونه به مبلغ ۲/۷ میلیون دلار فروخته شد. در پی بحران مالی سال ۲۰۰۸ قیمت‌های برآورد شده از جنی معکوس نیز فروکش کردند.
در سال ۲۰۱۶ یک قطعه از  جنی معکوس  با  ۱،۱۷۵،۰۰۰ رکورد گرانترین تمبر اشتباه دنیا را شکست.

## زمینه
در طی دهه ۱۰‏۱۹ خدمات پستی ایالات متحده آمریکا تعدادی از محموله‌های پستی را به طور آزمایشی با هواپیما می‌فرستاد.

## نگارخانه

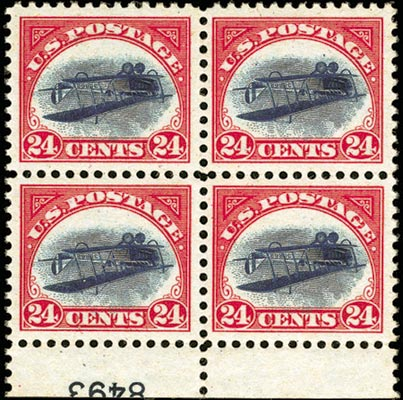
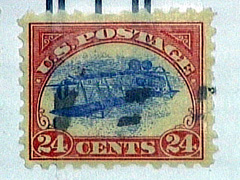